# Caroline Mortimer
Pour les articles homonymes, voir Mortimer.
Caroline Mortimer, née le 12 mars 1942 et morte le 20 septembre 2020, est une actrice britannique.

## Filmographie
Cinéma
- 1974 : Terreur sur le Britannic (Juggernaut) : Susan McCleod
- 1973 : La Méprise (The Hireling) : Connie
- 1970 : L'Évasion du capitaine Schlütter (The McKenzie Break) : sergent Bell
- 1968 : Le Temps des amants (Amanti) : Maggie
- 1964 : Saturday Night Out : Marlene
- 1963 : The Home-Made Car : Sheila

Télévision
- 1991 : The House of Eliott : Emily Murray (1 épisode)
- 1989 : Casualty : Joan Sedgeley (1 épisode)
- 1988 : Rumpole of the Bailey : Connie Coughlin (1 épisode)
- 1982 : The Cleopatras : Cleopatra Thea
- 1982 : Shelley : un avocat (1 épisode)
- 1982 : Rep : Angela Soames (4 épisodes)
- 1980 : The Waterfall : Lucy Otford
- 1976-1978 : Within These Walls : Marian Robertson (2 épisodes)
- 1976-1977 : Hôpital central (General Hospital) : Docteur Barbara Kennedy
- 1976 : Cosmos 1999 (Space: 1999) : Dione (1 épisode)
- 1976 : Warship : Katharina (1 épisode)
- 1976 : Crown Court : Ann Stratton (1 épisode)
- 1974 : The Pallisers : Alice Vavasor (6 épisodes)
- 1973 : Marked Personal : Louise Marsh
- 1973 : Play for Today : Maggie (1 épisode)
- 1973 : The Death of Adolf Hitler : Eva Braun
- 1972 : Spy Trap : Carol Jackson (1 épisode)
- 1970 : Menace : Candy (1 épisode)
- 1970 : W. Somerset Maugham : Annette (1 épisode)
- 1965-1969 : The Wednesday Play : Celia (3 épisodes)
- 1968 : Boy Meets Girl : Sarah (1 épisode)
- 1968 : Le Saint : Les Mercenaires (saison 6 épisode 6) : Kate Barnaby
- 1968 : The Spanish Farm : Madeleine
- 1966 : Intrigue : Val Spencer (13 épisodes)
- 1963 : No Hiding Place : Jennifer Buckley (1 épisode)